# Lepisorus heterolepis
Lepisorus heterolepis är en stensöteväxtart som först beskrevs av Eduard Rosenstock, och fick sitt nu gällande namn av Ren-Chang Ching. Lepisorus heterolepis ingår i släktet Lepisorus och familjen Polypodiaceae. Inga underarter finns listade.